# 9712 Nauplius
9712 Nauplius este o planetă minoră (asteroid), cu un diametru de 33,423 km, din Asteroid troian al lui Jupiter. A fost descoperită pe 19 septembrie 1973 la Observatorul Palomar de Cornelis Johannes van Houten și a fost numită după Nauplius⁠(d). 
Obiectul prezintă o orbită caracterizată de o semiaxă mare de 5,2339964 UAi, o excentricitate de 0,127, o înclinație de 8,4625 ° în raport cu ecliptica.